# Agdistis qurayyahiensis
Agdistis qurayyahiensis is een vlinder uit de familie vedermotten (Pterophoridae). De wetenschappelijke naam van deze soort is voor het eerst geldig gepubliceerd in 2008 door Gielis.
De soort komt voor in tropisch Afrika.